# Bönhus

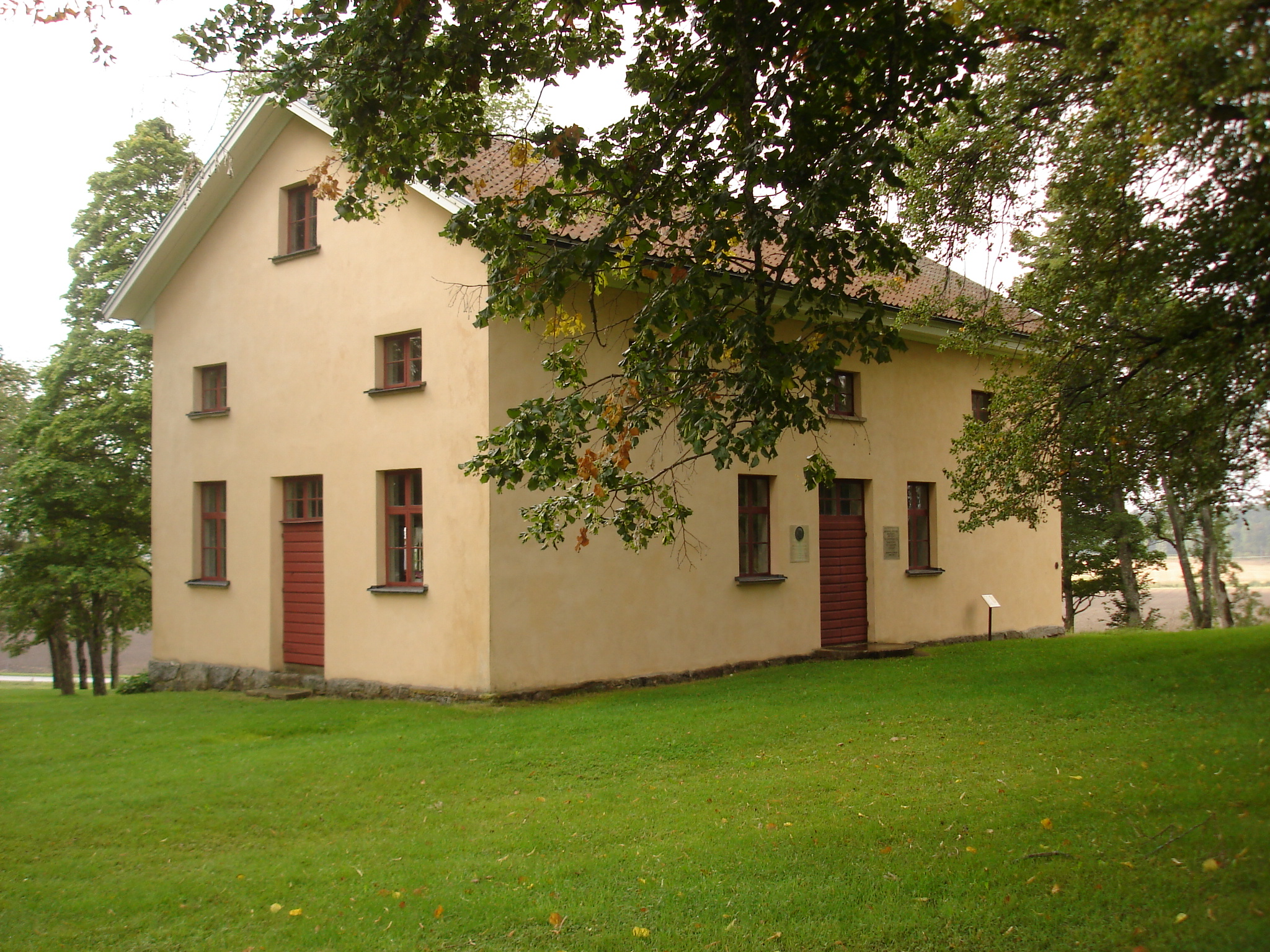
Riseberga bönhus byggdes år 1855.

Ett bön(e)hus är ett kapell använt för gudstjänster och bönemöten, framförallt inom väckelserörelserna. Grundorden var från början alldagliga såsom hus, sal och lokal, till exempel bönhus, bönsalen, stora salen och möteslokalen. Vissa grupperingar hade ju sammankomster, så kallade konventiklar, i andra lokaler än i kyrkan såsom exempelvis i hemmen.
I exempelvis Norge säger man istället "bedehus". Inom en del sammanhang ersätter samlingarna i bönhusen helt gudstjänstbesök i Svenska kyrkan, medan de i andra sammanhang används som komplement. Det är främst hos Evangeliska fosterlandsstiftelsen i Norrland som begreppet har använts. Även de flesta laestadianska föreningar har också eget bönhus, där man regelbundet håller sammankomster.
Missionshydda eller bara Hyddan, har tidigare beskrivit en liknande lokal. Inom Svenska missionskyrkan och några andra samfund, har liknande lokaler benämnts missionshus. Numera används alltmer begreppet kyrka även för smärre kristna lokaler.

### Notförteckning
1. ↑  ”Bönsalen – väckelserörelsens hem i Hög”. Arkivxet. Arkiv Gävleborg. 2016. sid. 10-11. Arkiverad från originalet den 4 maj 2019. https://web.archive.org/web/20190504094610/http://www.arkivgavleborg.se/Content/93950/Arkivx2.2016.pdf/. Läst 4 maj 2019.
2. ↑  Fahlgren, Sune (2008). ”Rum för möten med Jesus och för församlingsgemenskap i frikyrklig tradition”. Svenskt gudstjänstliv. SST. Arkiverad från originalet den 24 oktober 2020. https://web.archive.org/web/20201024124308/https://www.myndighetensst.se/download/18.1d705d99157404e47e4b43ce/1474663985888/6190-18239-1-PB.pdf. Läst 3 maj 2019.